# 克烏尼亞莫略科山
16°37′20″S 70°00′33″W / 16.62222°S 70.00917°W
克烏尼亞莫略科山（Queuñamolloco），是秘魯的山峰，位於該國東南部普諾大區，由埃爾科廖省的聖羅薩區負責管轄，屬於安地斯山脈的一部分，海拔高度5,000米。